# Бранко Јеринић
Бранко Бане Јеринић (Крагујевац, 9. јул 1953) српски је филмски, телевизијски и позоришни глумац. Његов син је глумац Павле Јеринић.

## Биографија
Бранко Јеринић је рођен у Крагујевцу 9. јула 1953. године. Завршио је основну школу и гимназију у Крагујевцу, а глуму је дипломирао на Факултету драмских уметности у Београду, у класи професора Предрага Бајчетића. Стални је члан Народног позоришта у Београду од 1. марта 1976. године. Бави се синхронизацијом анимираних филмова и серија за студије Лаудворкс, Ливада Београд и Призор.

## Филмографија
| Год.       | Назив                                          | Улога                                   |
| ---------- | ---------------------------------------------- | --------------------------------------- |
| 1980-е     |                                                |                                         |
| 1981.      | Ерогена зона                                   | Кувар у ресторану                       |
| 1982.      | Венеријанска раја                              | доктор                                  |
| 1981.      | Светозар Марковић                              |                                         |
| 1984.      | Бањица (ТВ серија)                             | генерал Боривоје Јонић                  |
| 1986.      | Врење (ТВ)                                     |                                         |
| 1987.      | Waitapu                                        | Божић                                   |
| 1988.      | Четрдесет осма — Завера и издаја (мини-серија) | Модератор програма у Гардијском дому    |
| 1988-1989. | Бољи живот                                     | продавац/човек на граници               |
| 1990-е     |                                                |                                         |
| 1990-1991. | Бољи живот 2                                   | Нинин менаџер                           |
| 1992.      | Тито и ја                                      | Први пијанац                            |
| 1993.      | Полицајац са Петловог брда                     | Арапин продавац оружија који зна српски |
| 1993.      | Театар у Срба                                  | Атанасије Николић                       |
| 1993.      | Броз и ја (ТВ серија)                          | Први пијанац                            |
| 1995.      | Крај династије Обреновић                       | генерал Милован Павловић                |
| 2000-е     |                                                |                                         |
| 2001.      | Породично благо 2                              | порезник                                |
| 2002.      | Заједничко путовање                            | кнез Милош Обреновић                    |
| 2004.      | Стижу долари                                   | директор хотела                         |
| 2005.      | Дангубе!                                       | Љуба                                    |
| 2005.      | Идеалне везе                                   | Милија                                  |
| 2006.      | Стижу долари 2                                 | Десимир                                 |
| 2006.      | Условна слобода                                | полицајац                               |
| 2006.      | Синовци                                        | капетан                                 |
| 2007.      | Бора под окупацијом                            |                                         |
| 2005-2007. | Љубав, навика, паника                          | директор                                |
| 2006-2007. | Агенција за СИС                                | Пантелија Шпирић                        |
| 2007.      | Оно наше што некад бејаше                      | Манојло Тишина                          |
| 2008.      | Краљевина Србија                               | Никола Петровић-Његош                   |
| 2008.      | Бела лађа 2                                    | службеник у банци                       |
| 2008.      | Повратак у Недођију                            | Стари официр (глас)                     |
| 2010-е     |                                                |                                         |
| 2010.      | Флешбек                                        | Месар                                   |
| 2012.      | Шешир професора Косте Вујића                   | каменорезац                             |
| 2013-2014. | Равна Гора (ТВ серија)                         | генерал Богољуб Илић                    |
| 2016.      | Слепи путник на броду лудака                   | Тутуновић                               |
| 2018-2019. | Истине и лажи                                  | Андрија Исидоровић                      |
| 2018.      | Краљ Петар Први                                | генерал / војвода Степа Степановић      |
| 2019.      | Краљ Петар Први (ТВ серија)                    | генерал / војвода Степа Степановић      |
| 2021.      | Тајне винове лозе                              | Вељко                                   |
| 2021.      | Игра судбине                                   | Матијин отац                            |
| 2021.      | Александар од Југославије (ТВ серија)          | војвода Степа Степановић                |
| 2024.      | Руски конзул                                   | судија Никчевић                         |

## Улоге у синхронизацијама
| Година синх. | Филм/серија                                 | Лик(ови)            |
| ------------ | ------------------------------------------- | ------------------- |
| 2006.        | Артур и Минимоји                            | Краљ                |
| 2006.        | Легенда о Тарзану (ТВ серија)               | Архимед Портер      |
| 2006.        | Лило и Стич: Серија                         | Џамба Џукиба        |
| 2006.        | Петар Пан 2: Повратак у Недођију (ТВ синх.) | Стари официр        |
| 2006.        | Планета с благом (ТВ синх.)                 | Џон Сребрни         |
| 2006.        | Тејл спин (Лаудворкс)                       | додатни гласови     |
| 2006.        | Херкул (ТВ серија)                          | Зевс (неке епизоде) |
| 2007.        | Књига о џунгли 2 (ТВ синх.)                 | Ранџанов отац       |
| 2007.        | Миш Базил, велики детектив (ТВ синх.)       | Др Дејвид Кју Досон |
| 2008.        | Мала сирена (ТВ серија)                     | Краљ Тритон         |
| 2008.        | Тарзан (ТВ синх.)                           | Архимед Портер      |
| 2008.        | Чудовишта из ормара (ТВ синх.)              | Хенри Џеј Вотернус  |
| 2009.        | Артур и Малтазарова освета                  | Краљ                |
| 2009.        | Покахонтас (ТВ синх.)                       | Ратклиф             |
| 2010.        | Артур 3: Рат два света                      | Краљ                |
| 2010.        | Прича о играчкама (званична синх.)          | Слинки              |
| 2010.        | Прича о играчкама 2                         | Слинки              |
| 2010.        | Прича о играчкама 3                         | Слинки              |
| 2011.        | Лило и Стич (ТВ синх.)                      | Џамба Џукиба        |
| 2012.        | Аутомобили (ТВ синх.)                       | Док Хадсон          |
| 2013.        | Трансформерси: Прајм (Лаудворкс)            | Рачет               |
| 2014.        | Џастин и храбри витезови                    | Хераклио, Легантир  |
| 2014.        | Мала принцеза (Лаудворкс)                   |                     |
| 2014.        | Сендокаи (Сезона 1)                         | Танпо               |
| 2017.        | Аутомобили 3                                | Сарџ                |
| 2018.        | Невероватна прича о џиновској крушки        |                     |